# Txkàlove
Txkàlove (en (ucraïnès): Чкалове, en rus: Чкалово) és un poble de la República Autònoma de Crimea a Ucraïna, que el 2014 tenia 1.098 habitants. Pertany al districte de Nijnegorski.